# Isidascus bassindalei
Isidascus bassindalei is een kreeftachtigensoort uit de familie van de Synagogidae. De wetenschappelijke naam van de soort is voor het eerst geldig gepubliceerd in 1983 door Moyse.